# Xenarc (escriptor)
Xenarc (en llatí Xenarchus, en grec antic Ξέναρχος) fill de Sofró i com el seu pare, un cèlebre escriptor de mims grec. Va florir durant la guerra de Rhegium (399 aC a 389 aC) a la cort de Dionís I el Vell, que es diu que el va utilitzar per ridiculitzar en poemes als habitants de Rhegium tractant-los de a covards, segons diuen Suides i Foci. El seus mims els mencionen Sofró i Aristòtil.